# Eupeodes tshatkalensis
Eupeodes tshatkalensis är en tvåvingeart som först beskrevs av Peck 1972.  Eupeodes tshatkalensis ingår i släktet fältblomflugor, och familjen blomflugor. Inga underarter finns listade i Catalogue of Life.